# 와일드브레인
와일드브레인(WildBrain)은 캐나다의 미디어 산업과 TV 시리즈 제작 회사다. 디코드 엔터테인먼트와 핼리팩스 필름 컴패니가 합병해 2006년에 창립되었다. 많은 아동용 캐릭터의 소유권을 가지고 있다.

## 역사
디코드 엔터테인먼트와 핼리팩스 필름 컴패니가 합병하면서 각자 이름의 일부를 따 "Decode" "Halifax" 미디어로 이름을 지었다. 2007년 12월 25일에 스튜디오 B 프로덕션을 인수하고, 2008년 5월 25일에 불독 인터렉티프 피트니스를 인수했다. 2010년 9월 8일에는 일부 자회사의 이름에 DHX가 들어가도록 변경했다. 2010년 9월 14일에는 와일드브레인을 인수했다.
2012년 8월 20일에는 DHX 미디어를 세계 최고의 아동용 TV 프로그램 회사로 키우겠다는 약속과 함께 약 1억 달러에 쿠키 자 그룹을 인수하겠다고 발표했다. 2013년 11월 28일에 1억 7천 달러에 아스트랄 미디어를 인수하겠다고 발표했다. 그와 동시에 패밀리 채널, 디즈니 주니어, 디즈니 XD를 인수했다. 2014년 4월 3일에 에피톰 픽쳐스를 인수했다.
2019년 9월 23일 DHX 미디어에서 와일드브레인으로 사명을 변경하였다.